# Bole-Maru
Bole-Maru - religia północnoamerykańskich Indian z Kalifornii, powstała w 1872 roku w wyniku połączenia dwóch nieco wcześniejszych nowych religii tubylczych - kultu Kuksu i Tańca Duchów. 
Zarówno słowo bole (w języku patwin), jaki słowo maru (w języku pomo) oznacza "śniący", "mający sen". Kapłanami tego tubylczego ruchu religijnego były bowiem osoby, które podczas snu otrzymywały od Stwórcy instrukcje dotyczące sposobu leczenia chorych, realizowane następnie podczas specjalnych ceremonii uzdrawiających. Śniący kapłani Bole-Maru dbali w ten sposób o zachowanie tradycyjnych wierzeń Indian niewielkich społeczności środkowo-północnej Kalifornii, próbując przystosować je do nowych warunków społecznych i kulturowych. Ludy tubylcze regionu zmagały się bowiem ze skutkami gwałtownych procesów utraty dotychczasowych ziem, tradycyjnych sposobów utrzymania i więzi społecznych, prowadzącymi do ich szybkiej akulturacji i asymilacji. Kult przetrwał do czasów współczesnych wśród części Indian Kashaya-Pomo, a w XX w. większość "śniących" stanowiły kobiety.